# Hobgoblin

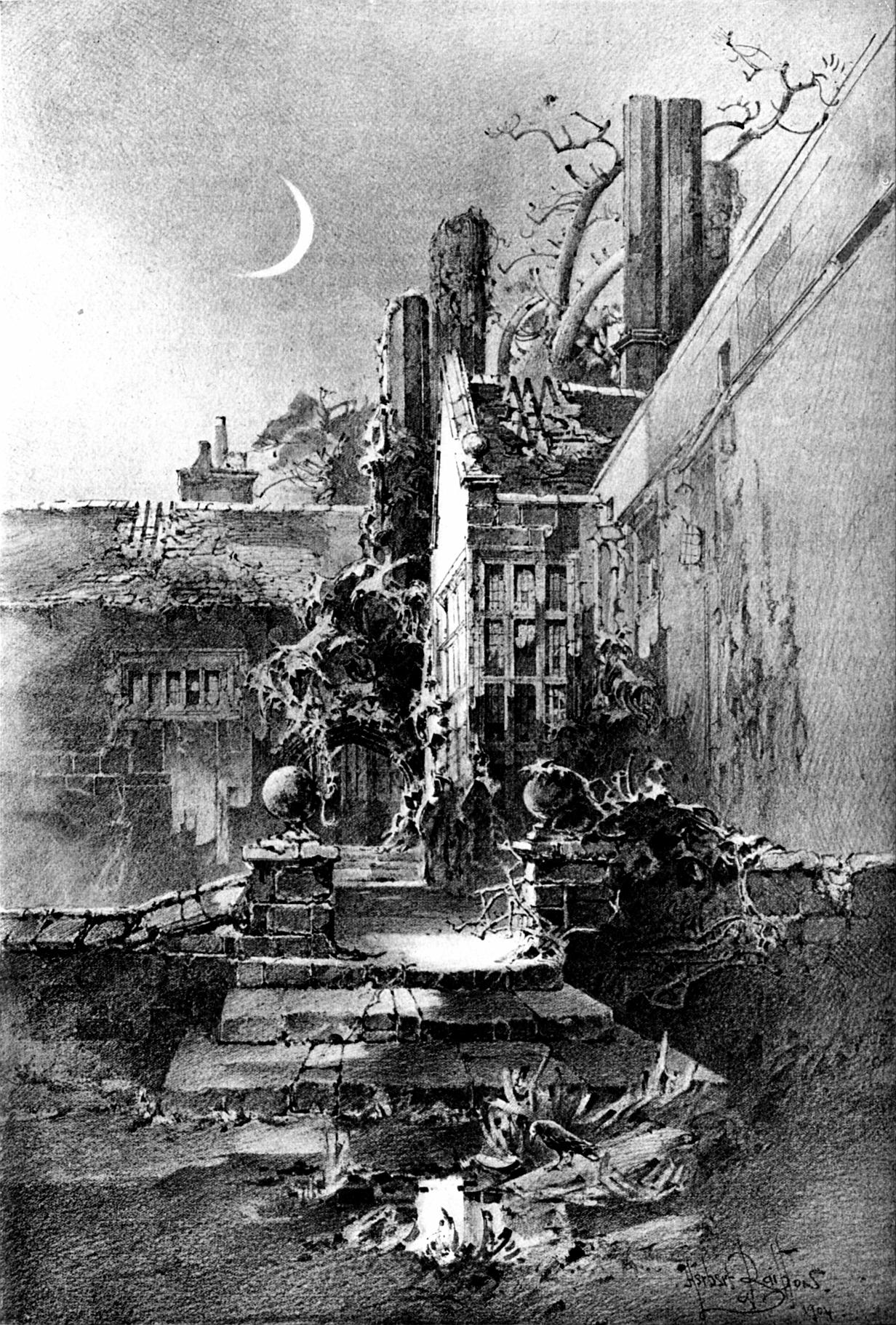
Hobgoblin Hall, William Wordsworth's House, Rydal Mount, 1904

L'hobgoblin és una criatura d'una raça similar al goblin. Comparteix amb aquest l'aparença humanoide i la talla més petita que un home i major que la del follet però difereixen en el color de la pell (més gris o marró que verd). El seu caràcter és controvertit, hi ha obres que els situen com el revers bromista dels goblins, com a El somni d'una nit d'estiu, i d'altres que indiquen que són una espècie més forta i ferotge que els gòblins ordinaris, com El hòbbit. Són personatges freqüents en títols moderns de fantasia i guerra.